# The Switch
The Switch je druhé studiové album amerického hudebního dua Body/Head. Vydáno bylo 13. července roku 2018 společností Matador Records. Stejně jako v případě předešlého alba Coming Apart byla deska nahrána ve studiu Sonelab ve městě Easthampton v americkém státě Massachusetts. Producentem alba je Justin Pizzoferrato. První píseň z alba, která se jmenuje „You Don't Need“, byla zveřejněna 4. června 2018.

## Seznam skladeb
1. Last Time
2. You Don't Need
3. In The Dark Room
4. Change My Brain
5. Reverse Hard

## Obsazení
- Kim Gordon – zpěv, kytara
- Bill Nace – kytara